# Фенестрон

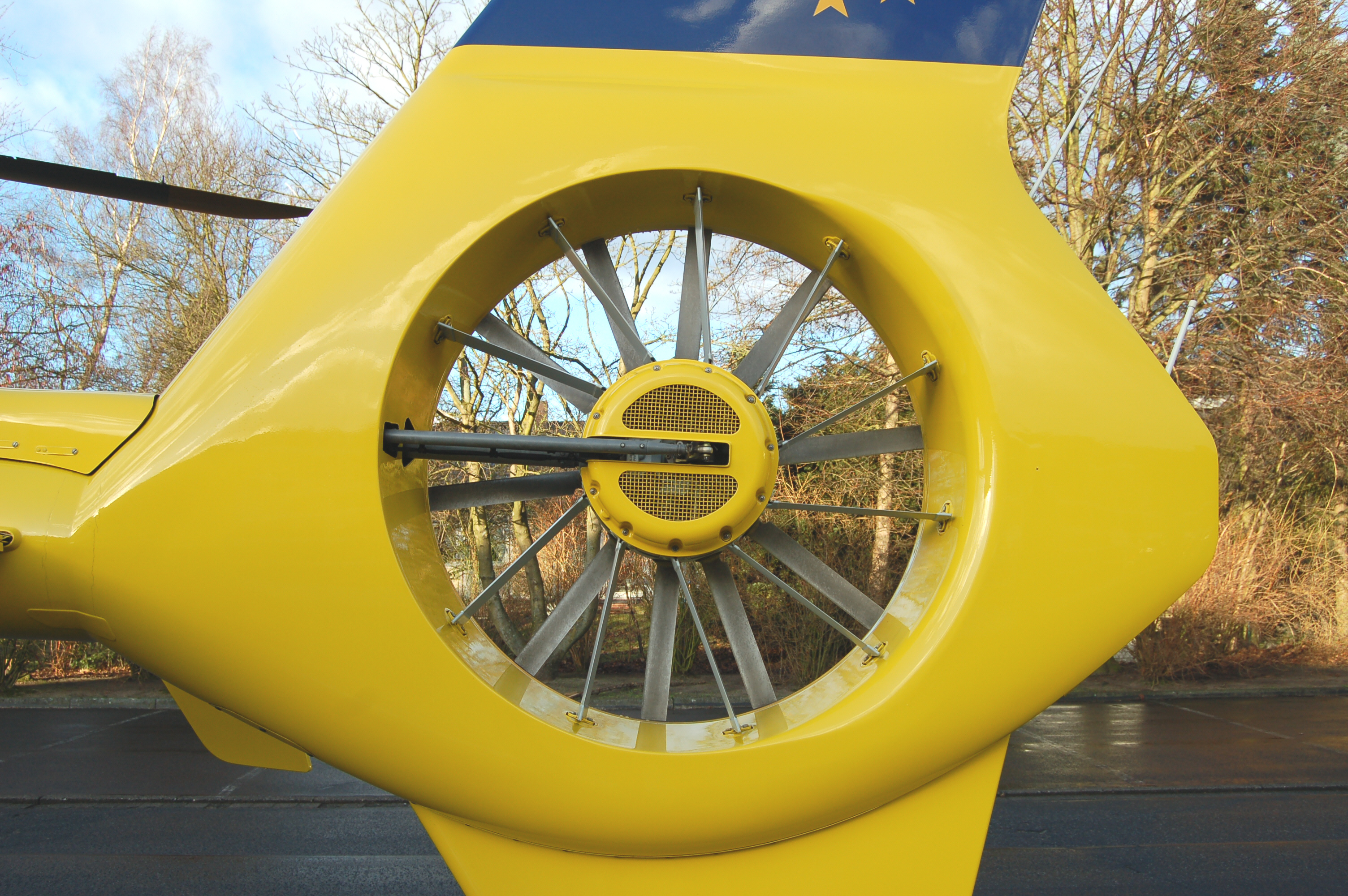

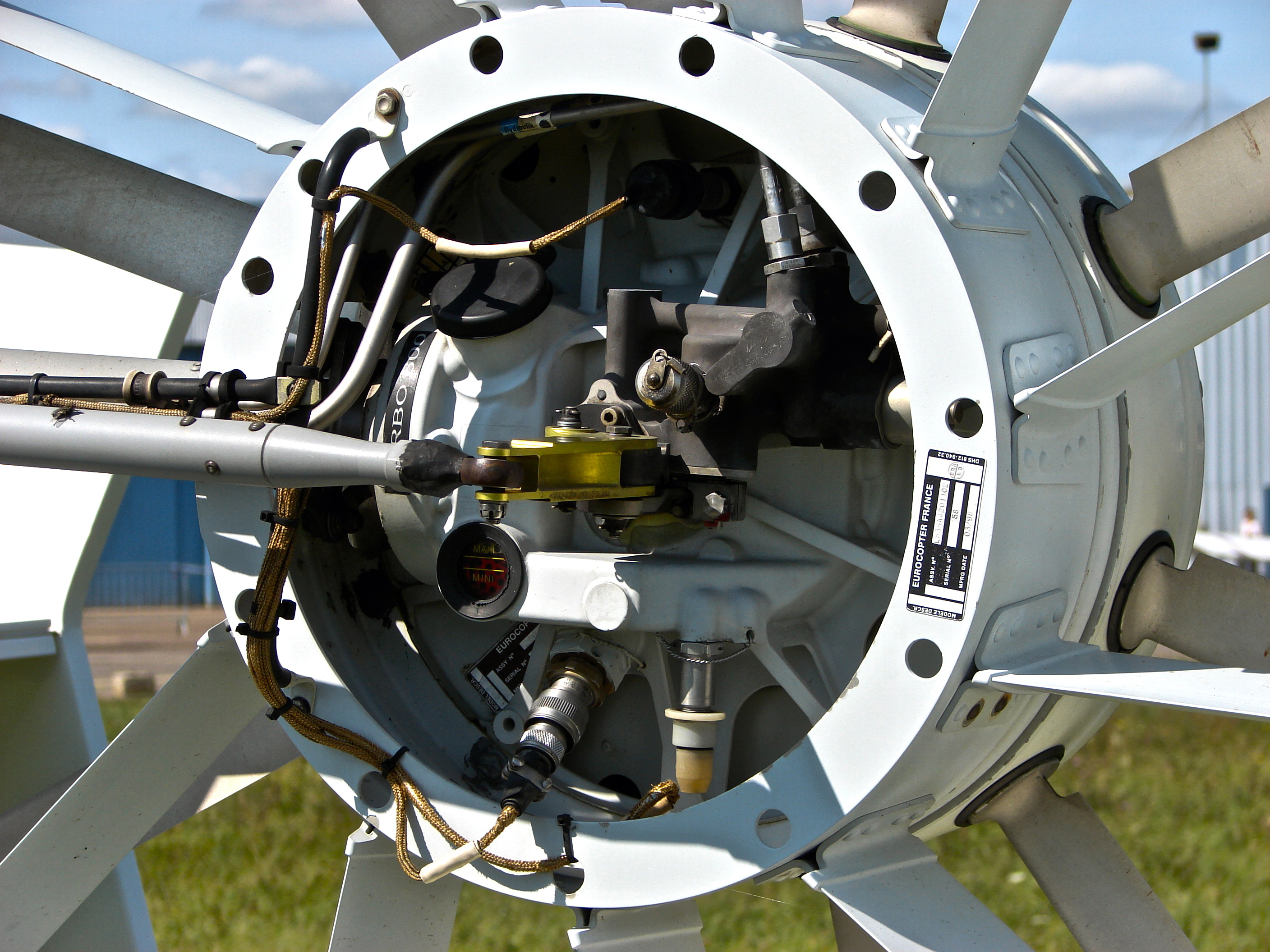

Фенестро́н (фр. fenestron, від окс. fenestron — «маленьке вікно, віконце») — закритий рульовий гвинт гелікоптера, що є різновидом канального вентилятора, який встановлюється в спеціальний профільований канал у хвіст гелікоптера. Розміщення вентилятора у повітроводі (канал) дозволяє знизити небажані втрати при утворенні вихорів на кінчиках лопаток і захищає хвостовий гвинт від пошкоджень. Такий тип гвинтів є набагато тихішим за звичайний хвостовий ротор, і захищає наземний екіпаж від небезпеки від потрапляння під ротор при його обертанні. Остання перевага особливо корисна для рятувальних вертольотів, які можуть приземлятися в місцях великого скупчення людей. Повітровід є одним цілим з хвостовим фюзеляжем, і як і звичайний ротор, який він заміщає, призначений для врівноваження крутильного моменту сили основного ротора. Він був вперше створений французькою компанією Sud Aviation (зараз є часиною Airbus Helicopters) і встановлений на багатьох гелікоптерах їхнього виробництва.
У той час як звичайні хвостові гвинти мають зазвичай дві або чотири лопатки, фенестрони мають від восьми до 18 лопаток.